# Malta (Autriche)
Pour les articles homonymes, voir Malta.
Malta est une commune autrichienne du district de Spittal an der Drau en Carinthie.

## Géographie

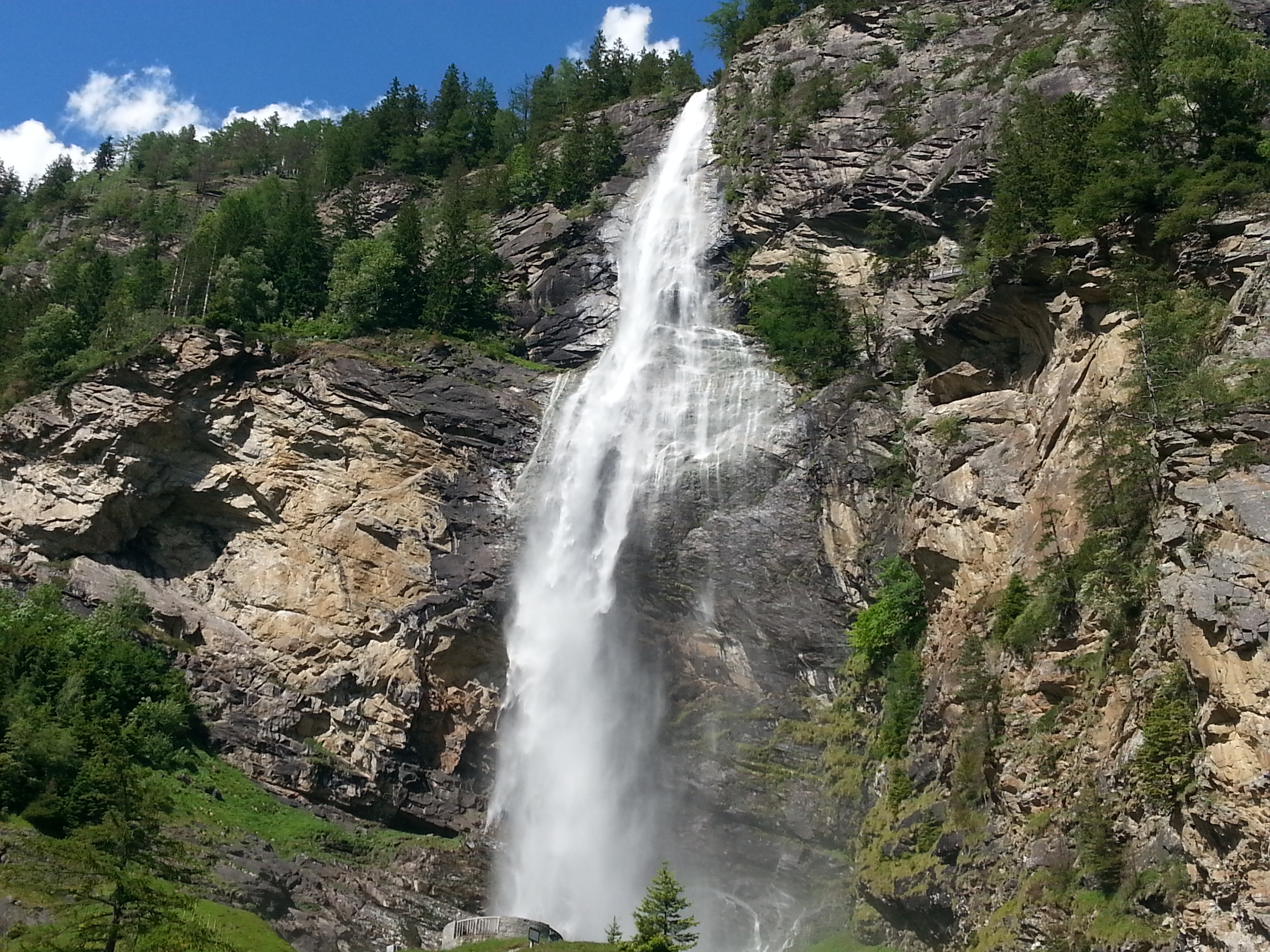
La cascade de Fallbach.

Le vaste territoire communal s'étend sur la vallée de la rivière Malta, affluent de la Lieser, dans les montagnes des Hohe Tauern. Au sud-est il confine avec la ville de Gmünd et culmine aux sommets de la Hochalmspitze (3360 m) et de l'Ankogel (3252 m) sur la crête principale des Alpes orientales centrales au nord-ouest, constituant la frontière avec le land de Salzbourg. Les chaînes de montagnes font partie du parc national des Hohe Tauern.
La « vallée des eaux jaillissantes » est réputée pour sa multitude de cascades tumultueuses et particulièrement célèbre parmi les fans d'escalade. Le barrage Kölnbrein, le plus haut d'Autriche, se trouve dans la partie supérieure. Malta est accessible par l'autoroute A10 (Tauern Autobahn) via la sortie Gmünd/Maltatal.

## Histoire
La vallée est habitée depuis l'époque romaine et préromaine ; le lieu de Malontina est évoqué pour la première fois entre 957 et 992. Au XIe siècle, une forteresse fut construite au-dessus du village, le château d'Ödenfest, à ce temps la résidence des ministériels des évêques de Brixen, puis de la noble famille de Malta, comtes en Carinthie. Leur château fut probablement dévasté par les forces de Meinhard de Goritz, nommé duc de Carinthie en 1286.